# Neoclassicismo

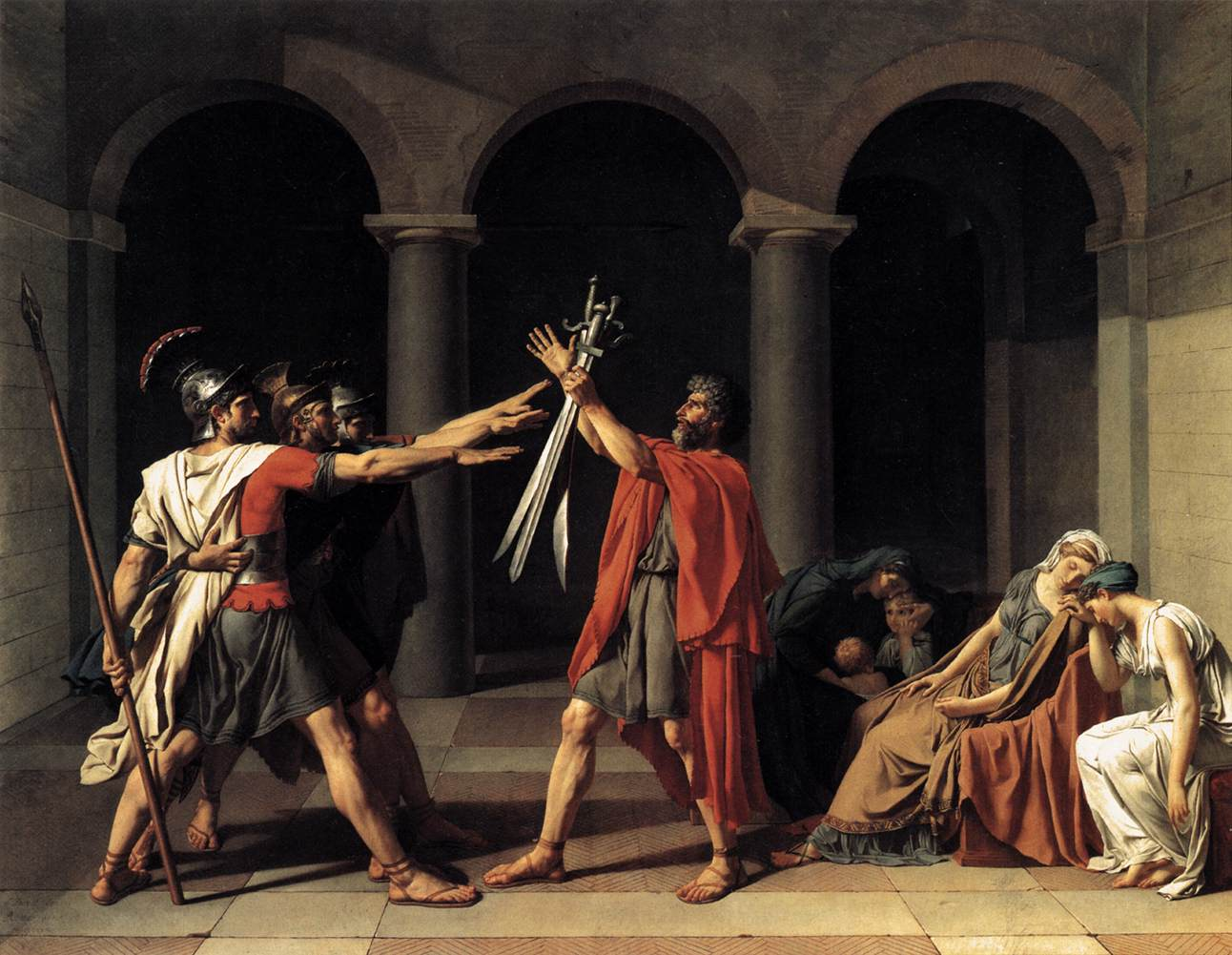
O Juramento dos Horácios, uma das obras mais conhecidas e influentes da escola neoclássica
por Jacques-Louis David, 1784, Museu do Louvre

O neoclassicismo  foi um movimento cultural nascido na Europa Ocidental em meados do século XVIII, que teve larga influência na arte e cultura de todo o ocidente até meados do século XIX. Teve como base os ideais do iluminismo e um renovado interesse pela cultura da Antiguidade Clássica, advogando os princípios da moderação, equilíbrio e idealismo como uma reação contra os excessos decorativistas e dramáticos do Barroco. 

## Contexto e caracterização geral
Os primeiros sinais do neoclassicismo se fazem notar em vários pontos da Europa nas primeiras décadas do século XVIII, embora desde já se deva advertir que a cronologia dos estilos é sempre muito polêmica, e seus limites, muito imprecisos. O neoclassicismo, como o nome indica, foi um movimento cultural revivalista, que voltou-se para a Antiguidade Clássica — a Grécia e a Roma Antigas — como a principal referência estética e modelo de vida. Considerava-se há muito tempo que a tradição clássica — onde se incluía a cultura renascentista, também um revivalismo classicista — era imbuída de grande autoridade moral e estética, e por isso era um modelo ideal. De fato, a "volta aos clássicos" é um fenômeno recorrente na história da cultura do ocidente.

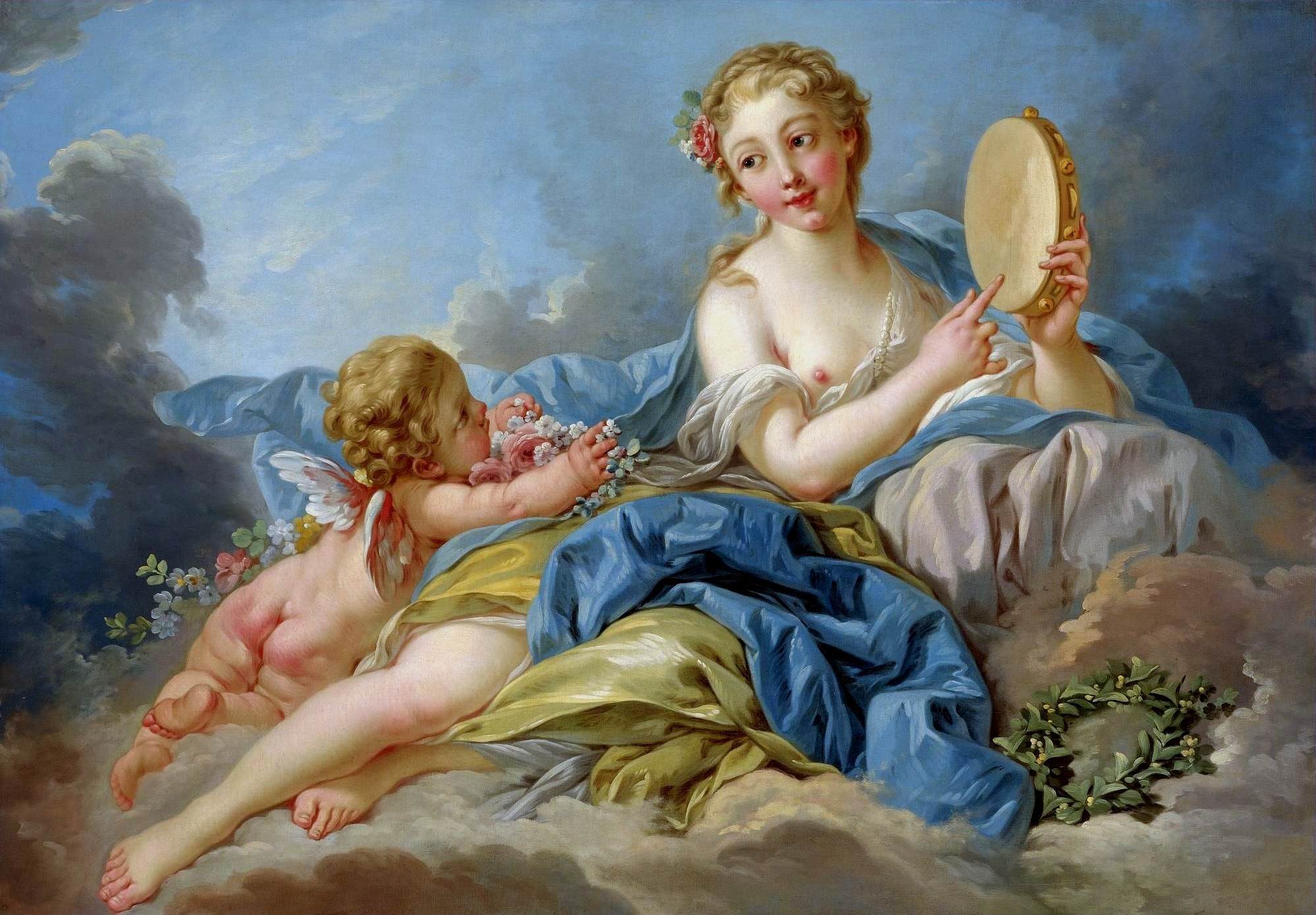
Terpsichore: uma típica obra rococó, por François Boucher, 1739

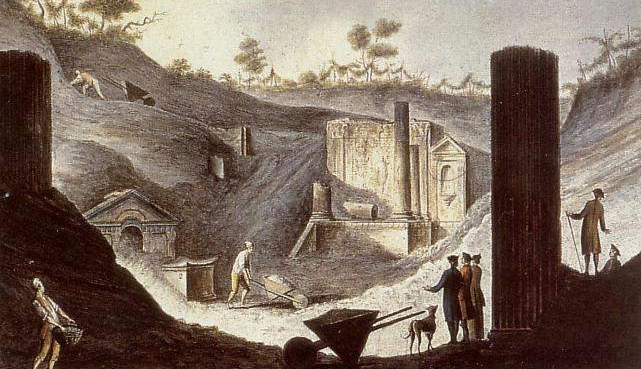
A escavação do Templo de Ísis em Pompeia, ilustração de Pietro Fabris no tratado Campi Phlegraei (1776) de William Hamilton

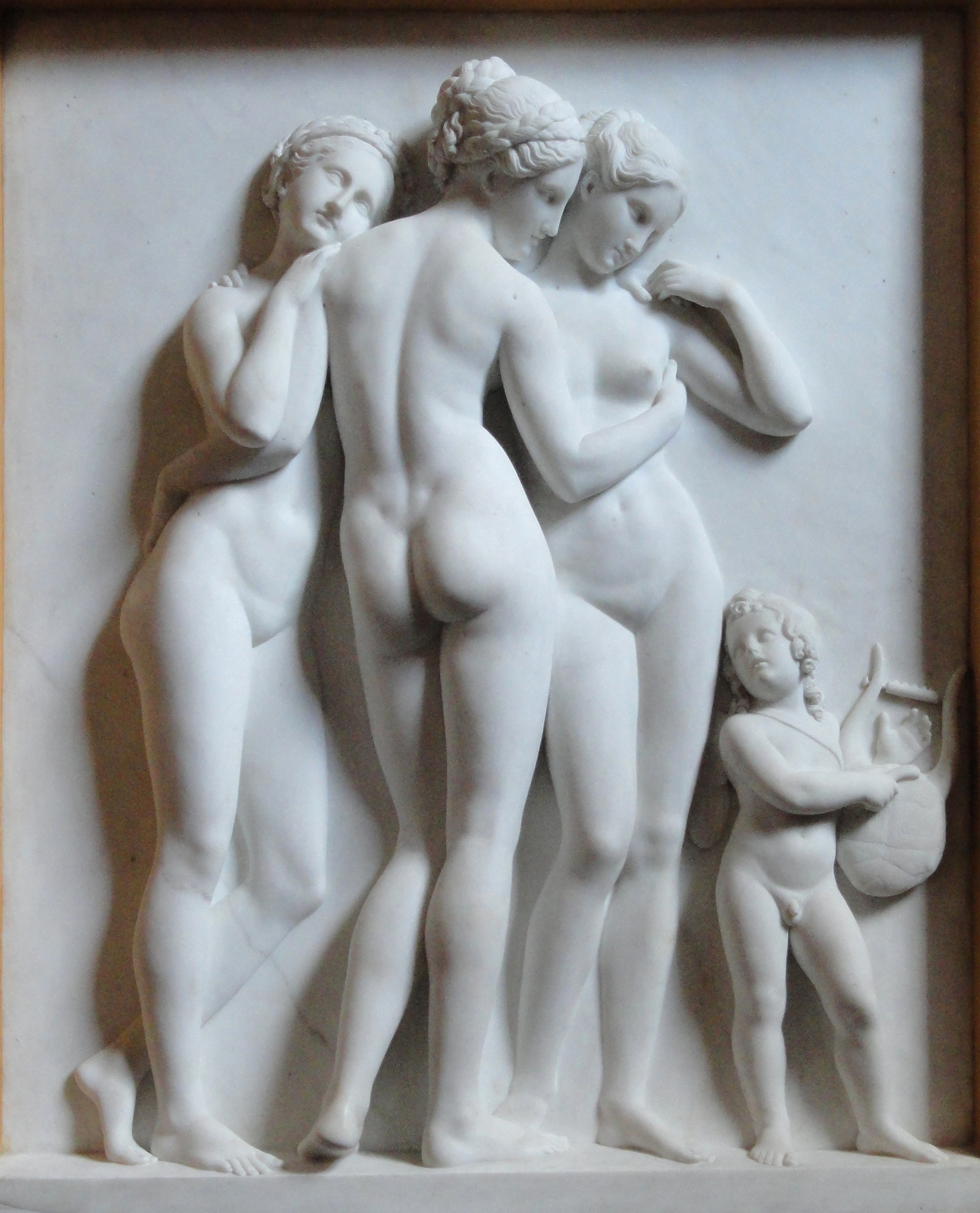
As três graças ouvindo a canção de Cupido, uma obra exemplar da estética neoclássica por Bertel Thorvaldsen, Museu Thordvaldsen, Copenhague

Uma série de fatores se conjugaram para que em meados do século XVIII houvesse nascido uma nova corrente classicista, nítida e influente, centralizada em Roma, convivendo com e combatendo as últimas manifestações do Barroco e do Rococó. Dois fatores foram principais: em primeiro lugar, o esgotamento da fórmula barroca e a condenação do que se viu nela como excessos, peso, decorativismo fútil, falta de decoro e irregularidade, acompanhado por um crescente interesse pela Antiguidade clássica de modo geral, com seus valores de racionalismo, modéstia, equilíbrio, harmonia, simplicidade formal, idealismo e desapego do luxo. Em segundo, o neoclassicismo está intimamente ligado ao declínio da influência da religião e à ascensão dos ideais do iluminismo, que tinham base no racionalismo, combatiam as superstições e dogmas religiosos, e enfatizavam o aperfeiçoamento pessoal e o progresso social dentro de uma forte moldura ética. Os valores clássicos permaneceram uma forte referência nas academias de arte e de ciências mesmo durante o Barroco, o estilo anticlássico por excelência.
Também foi inestimável a contribuição de acadêmicos e antiquários como Robert Wood, John Bouverie, James Stuart, Robert Adam, Giovanni Battista Borra e James Dawkins, que publicaram a partir do século XVIII vários relatos detalhados e ilustrados de expedições arqueológicas, sendo especialmente influentes o tratado de Bernard de Montfaucon, L'Antiquite expliquée et representée en figures (1719-24), fartamente ilustrado e com textos paralelos em línguas modernas, não apenas no latim como era o costume acadêmico, e o do Conde de Caylus, Recueil d'antiquités (1752-67), o primeiro a tentar agrupar as obras de arte da Antiguidade clássica segundo critérios de estilo e não de gênero, abordando também as antiguidades celtas, egípcias e etruscas. Os escritos de Johann Joachim Winckelmann - um erudito alemão de grande influência entre os intelectuais italianos e alemães, incluindo Goethe, e muitas vezes considerado o principal mentor teórico do movimento - enalteceram ainda mais a arte grega, e vendo nela uma "nobre simplicidade e tranquila grandeza", apelou para que todos os artistas a imitassem, restaurando uma arte idealista que deveria ser despida de toda transitoriedade, aproximando-se do caráter do arquétipo. Seu apelo gerou sonora resposta. A história, literatura e mitologia antigas voltavam a ser a fonte principal de inspiração para os artistas, ao mesmo tempo em que eram reavaliadas outras culturas e estilos antigos como o gótico e as tradições folclóricas do norte europeu, produzindo uma heterogeneidade de tendências que tornam o estudo deste período por vezes bastante árduo.
Acrescente-se a isso a descoberta de Herculano e Pompeia, duas antigas cidades romanas soterradas por uma erupção do Vesúvio, uma grande surpresa para os conhecedores e o público, tornando-se logo uma parada obrigatória no Grand Tour europeu e local de pesquisa para artistas e antiquários. Embora as escavações que começaram a ser realizadas nas ruínas em 1738 e 1748 não tenham encontrado grandes obras-primas, trouxeram para a luz uma quantidade de relíquias e artefatos que revelavam aspectos do cotidiano romano até então desconhecidos. Seguiram-se outras pesquisas sistemáticas da arte e cultura antiga, formaram-se importantes coleções públicas e privadas de arte e artefatos antigos e o "estilo grego" se tornava cada vez mais um favorito para os decoradores, estilistas de moda e arquitetos. Esses fatores contribuíram de forma importante para a educação de um maior público e para um alargamento da sua visão sobre o passado, estimulando uma nova paixão por tudo o que fosse antigo.
Apesar de a arte clássica ser apreciada desde muito antes, segundo Cybele Gontar era-o de forma circunstancial e empírica, mas agora o apreço se construía sobre bases mais científicas, sistemáticas e racionais. Com essas descobertas arqueológicas e estudos teóricos tornou-se possível formar pela primeira vez uma cronologia da cultura e da arte dos gregos e romanos, distinguindo o que era próprio de uns e de outros, e fazendo nascer um interesse pela tradição puramente grega que havia sido ofuscada pela herança romana, ainda mais porque na época a Grécia estava sob domínio turco e por isso, na prática, era pouco acessível para os estudiosos e turistas do Ocidente cristão.

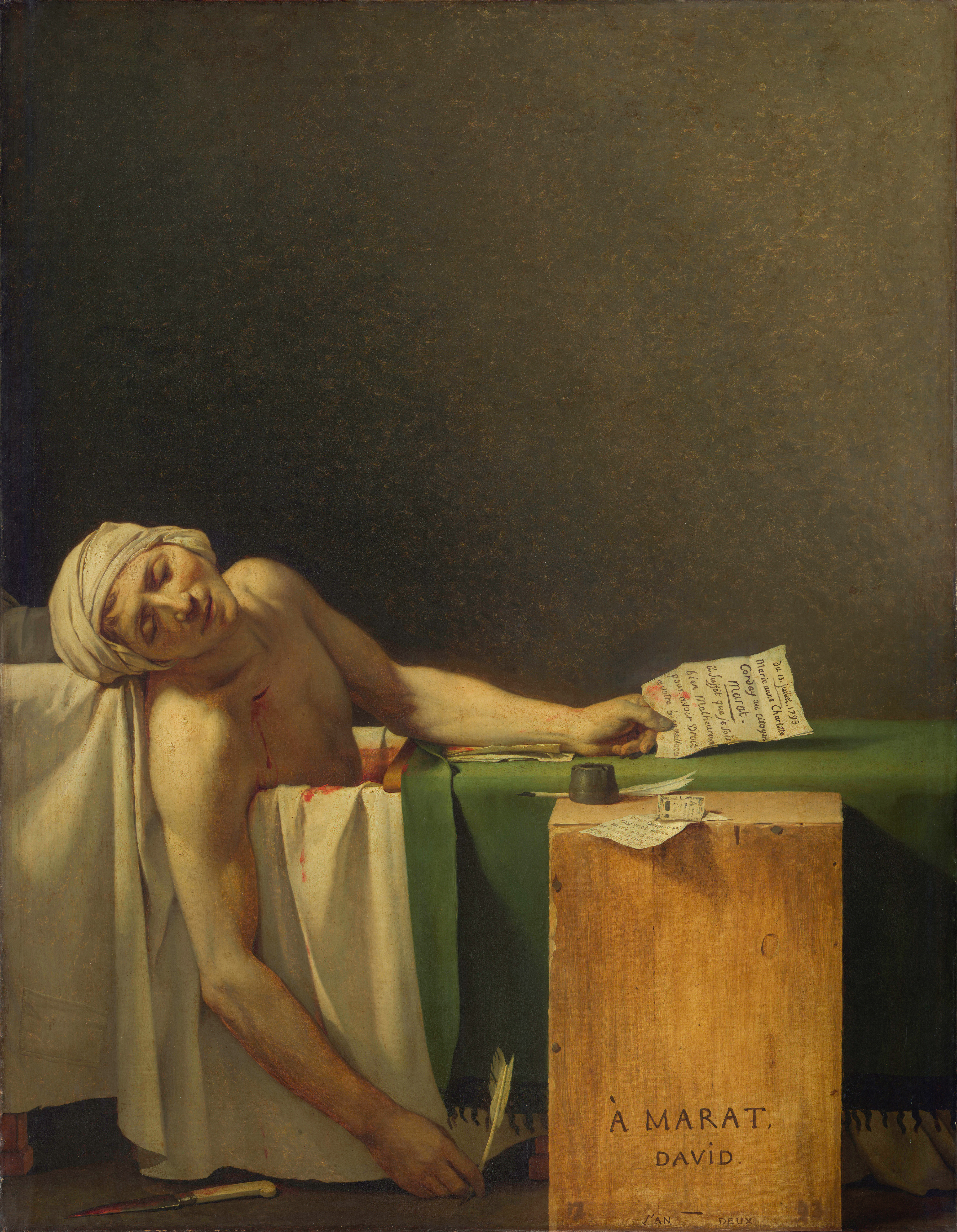
A Morte de Marat, Jacques Louis David 1793, Museus Reais de Belas-Artes da Bélgica

O movimento teve também conotações políticas, já que a origem da inspiração neoclássica era a cultura grega e sua democracia, e a romana com sua república, com os valores associados de honra, dever, heroísmo, civismo e patriotismo. Como consequência, o estilo neoclássico foi adotado pelo governo revolucionário francês como arma ideológica contra o "luxo imoral" e a "afetação decadente" das elites, tipificadas na galante e hedonista arte Rococó, pondo de lado a "nobre simplicidade e tranquila grandeza" de Winckelmann e assumindo ares mais agressivos, dinâmicos, dramáticos e nitidamente propagandísticos, convocando a sociedade à mudança. Teve o pintor Jacques-Louis David como seu campeão e assumiu os nomes sucessivos de estilo Diretório, estilo Convenção e mais tarde, sob Napoleão Bonaparte, estilo Império, influenciando outros países. Nos Estados Unidos, no tumultuado processo de conquista de sua própria independência, e inspirados no modelo da Roma republicana, o neoclassicismo se tornou um padrão patrocinado pelo governo, sendo conhecido como Estilo Federal. Entretanto, desde logo o neoclassicismo se tornou também um estilo cortesão, e em virtude de suas associações com o glorioso passado clássico, foi usado pelos monarcas e príncipes como veículo de propaganda para suas personalidades e feitos.
O neoclassicismo conheceu seu ponto mais alto entre meados do século XVIII e as décadas iniciais do século XIX, quando Winckelmann fazia grande propaganda da cultura antiga e nas artes brilhavam Goethe, David, Haydn, Mozart e Canova, além de muitos outros. É uma das características deste período a coexistência do neoclassicismo com um outro movimento cultural também de larga influência: o romantismo. Ambos foram em muitos pontos estilos antitéticos, pois o romantismo tendia a enfatizar o drama, o movimento, a visão individual, o irracional, o misticismo e a emoção, mas por outro lado, não era inteiramente avesso à referência clássica nem ao idealismo, tendo nascido também sob influência do iluminismo. Muitas vezes será difícil distingui-los. Ao longo do século XIX ambas as escolas viriam a dialogar e se fundir cada vez mais, gerando o academicismo eclético, prosaico e sentimental do fim do século. No início do século XX o neoclassicismo - bem como o romantismo - havia sido suplantado pela estética modernista, embora continuasse a gerar frutos em algumas regiões. Na década de 1980, cultivada pelos pós-modernos, uma forma atualizada de classicismo apareceu em cena com algum ímpeto, manifestando-se em várias formas de arte.

## Literatura
Os textos empregam linguagem clara, sintética, gramaticalmente correta e nobre. A forma liberta-se um pouco do rigor do classicismo anterior. A principal expressão do movimento na literatura é o arcadismo, manifestado na Itália, em Portugal e no Brasil.
Na França, os novos ideais iluministas são a base dos textos. Os principais autores são Montesquieu (1689-1755) e Voltaire (1694-1778). O primeiro é autor, entre outras, da obra Do Espírito das Leis. Voltaire experimenta vários gêneros: tragédia (A Morte de César), poesia (Discurso sobre o Homem), contos fantásticos (Zadig) e romance de fundo moral (Cândido, ou O Otimismo). No final do século, uma visão crítica da aristocracia é dada por Choderlos de Laclos (1741-1803), em As Relações Perigosas, e pelos romances eróticos do Marquês de Sade (1740-1814) e de Restif de la Bretonne (1734-1806). Na Inglaterra destacam-se Robinson Crusoe, de Daniel Defoe (1660-1731), e As Viagens de Gulliver, de Jonathan Swift (1667-1745). 
A sua principal expressão na literatura, o arcadismo, foi um movimento literário que buscava basicamente a simplicidade, oposto à confusão e do retrocedimento Barroco. Retrata a vida pastoril e harmônica do campo. As referências clássicas voltam, e as obras são recheadas de seres da mitologia grega. Porém se observa que a mitologia, que era um acervo cultural concreto de Grécia, Roma e mesmo do Renascimento, agora se converte apenas num recurso poético de valor duvidoso. Também  se destaca Éclogas de Virgílio e dos Idílios de Teócrito, obras clássicas que retratam a natureza harmônica, e por isso são os dois autores mais imitados pelos árcades.
Os árcades, ao contrário do Barroco, preferiam uma visão equilibrada do mundo. Sem exageros, sem conflitos, apenas a simplicidade.

## Artes plásticas
A arte neoclássica busca inspiração no equilíbrio e na simplicidade, bases da criação na Antiguidade. As características marcantes são o caráter ilustrativo e literário, marcados pelo formalismo e pela linearidade, poses escultóricas, com anatomia correta e exatidão nos contornos, temas "dignos" e clareza na composição. Sua sistematização era feita através do sistema conhecido como academicismo, que estabelecia uma série de normas práticas e teóricas para a produção da boa arte.
Nascendo como uma reação ao Barroco e ao Rococó, a arte neoclássica não foi apenas um movimento artístico, mas também cultural, que refletiu as mudanças que ocorriam na época marcadas pela ascensão da burguesia. Este estilo procurou expressar e interpretar os interesses, a mentalidade e os hábitos da burguesia manufatureira e mercantil da época da Revolução Francesa e do Império Napoleônico, mas também expressou muitos valores políticos e cívicos quando patrocinado pelo Estado.

### Principais características do neoclassicismo nas artes plásticas
- formalismo e racionalismo.
- retorno ao estilo greco-romano.
- academicismo e técnicas apuradas.
- culto à teoria de Aristóteles.
- ideal da época: democracia.
- na pintura, exatidão nos contornos, sobriedade nos ornamentos e no colorido, pinceladas que não marcavam a superfície, dando à obra um aspecto impessoal onde predominava o desenho sobre a cor
- na escultura, preferência pelo mármore branco, considerado o mais nobre dos materiais.

### Pintura

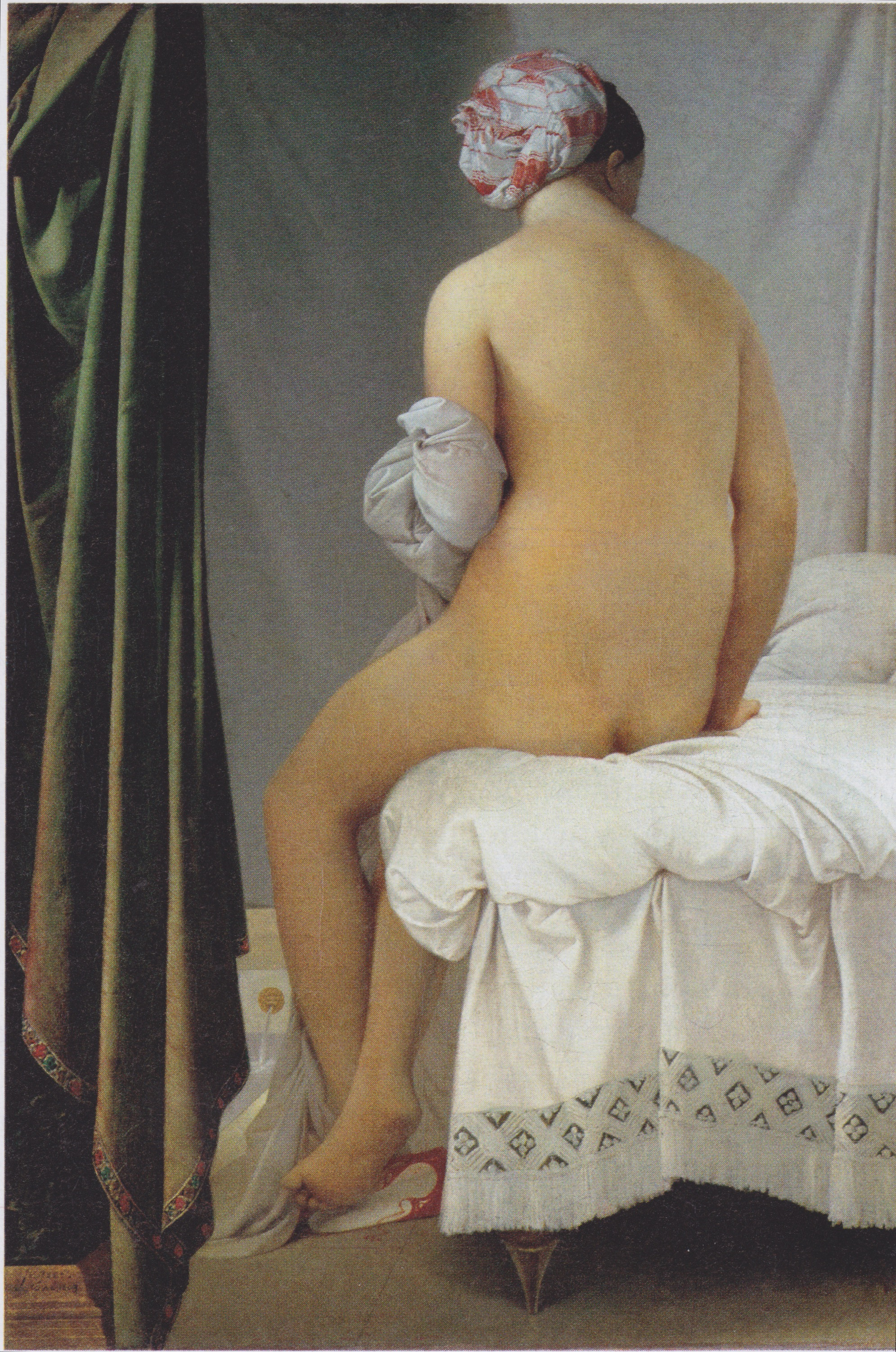
A Banhista de Valpinçon,
por Jean-Auguste Dominique Ingres, 1808, Museu do Louvre

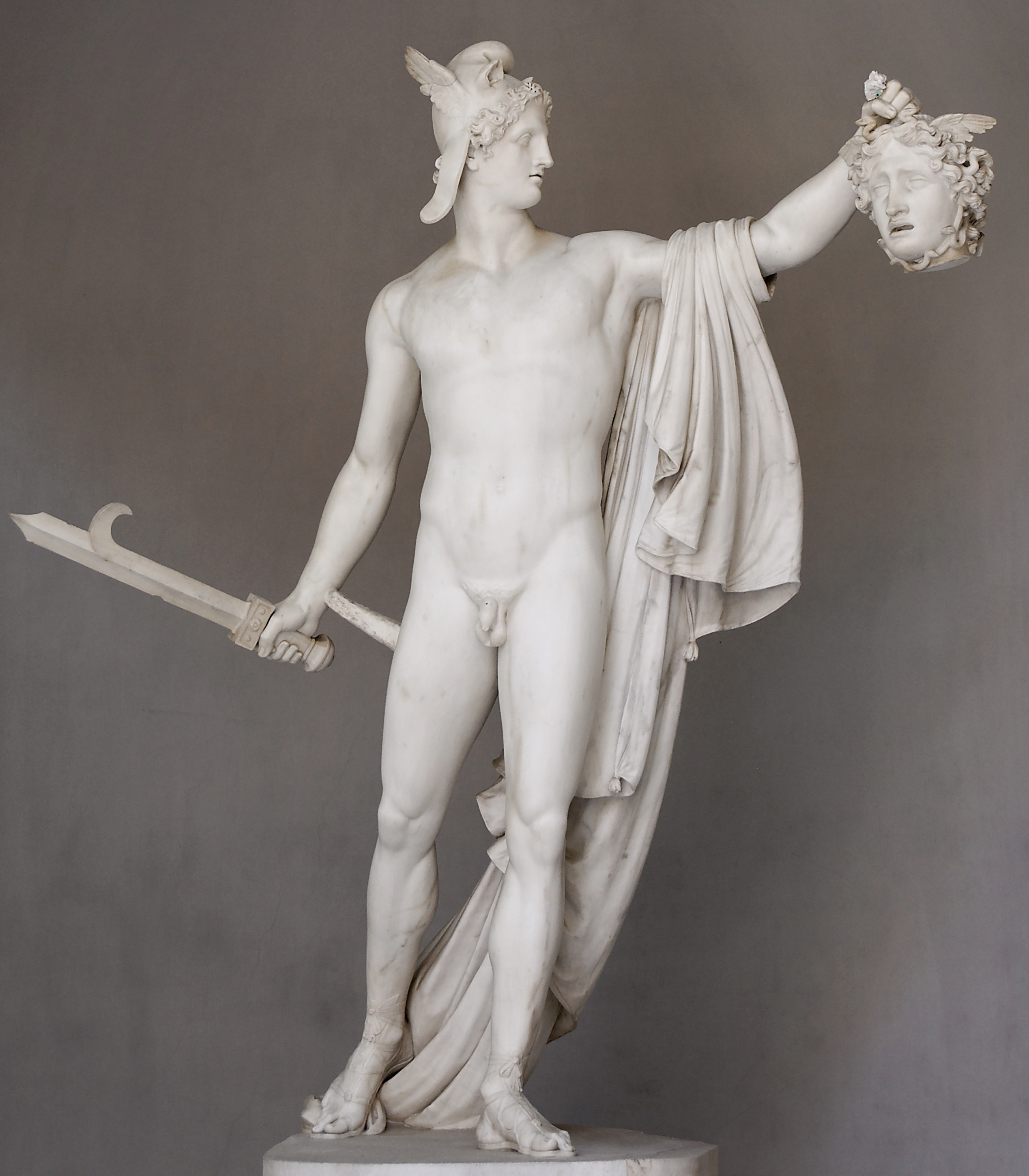
Perseu com a cabeça da Medusa: um dos maiores ícones do neoclassicismo escultórico,
por Antonio Canova, c. 1800, Museus Vaticanos

Uma amostra de pintura neoclássica nesse período é O Juramento dos Horácios, do francês Jacques-Louis David. Nesta obra de temática inspirada na história da Roma Antiga, os valores estéticos da Antiguidade servem de veículo condutor a uma mensagem atual: cidadãos (homens livres), agarram em armas, ou seja, tomam nas suas mãos o poder sobre o futuro da nação. A obra fez furor no Salão de Paris em 1784. A pintura neoclássica de David dominou o panorama artístico francês durante quase meio século, fazendo com que ele, acima das contingências políticas, fosse o pintor oficial da Revolução Francesa e, depois, do regime de Napoleão Bonaparte. Outro pintor de destaque é Dominique Ingres, de A Banhista de Valpinçon. 
Principais pintores
- Jacques Louis David (francês, 1748-1825): foi o mais característico representante do neoclassicismo. Durante alguns anos controlou a atividade artística francesa, sendo o pintor oficial da corte imperial, pintando fatos históricos ligados à vida do imperador Napoleão. Pintou também temas solenes, personagens e motivos inspirados na antiguidade clássica, através de cores sóbrias. Sua luminosidade lembra Caravaggio, mas é em Rafael (mestre inegável do equilíbrio da composição e da harmonia das cores) que reside sua maior influência. Figuras sólidas e imóveis. Excelente retratista. Obras mais importantes: A Morte de Marat (1793); A Morte de Sócrates (1787); As Sabinas; A Coroação de Napoleão em Notre Dame.

- Dominique Ingres (francês, 1780-1867): Formado na oficina de David, permaneceu fiel aos postulados neoclássicos do seu mestre ao longo de toda a vida. Passou muitos anos em Roma, onde assimilou aspectos formais de Rafael e do maneirismo. Ingres sobreviveu largamente à época de predomínio do seu estilo, dado que morreu em 1867. A partir de 1830 opôs-se com veemência, da sua posição de académico, ao triunfo do romantismo pictórico representado por Delacroix. Ingres preferia os retratos e os nus às cenas mitológicas e históricas. Entre os seus melhores retratos contam-se Bonaparte Primeiro Cônsul, A Bela Célia, O Pintor Granet e A Condessa de Hassonville. Nos nus que pintou (A Grande Odalisca, O Banho turco e, sobretudo, A Banhista de Valpinçon) é patente o domínio e a graça com que se serve do traço. A sua obra mais conhecida é Apoteose de Homero, de desenho nítido e equilibrada composição.

Outros pintores
- Pierre-Paul Prud'hon, Antoine-Jean Gros, Jean Germain Drouais, Jean-Baptiste François Desoria (França); Karl Briullov (Rússia); Andrea Appiani, Niccolò Contestabile (Itália); Angelica Kauffmann (Áustria); Leo von Klenze (Alemanha); Thomas Lawrence, John Hamilton Mortimer (Grã-Bretanha); Benjamin West e John Singleton Copley (Estados Unidos); Vieira Portuense e Domingos Sequeira (Portugal).

### Escultura
Na escultura o movimento buscava inspiração no passado. A estatuária grega foi o modelo favorito pela harmonia das proporções, regularidade das formas e serenidade da expressão. Também foi menos ousada que a pintura e arquitetura de seu tempo. Entre os principais escultores destaca-se acima de todos o italiano Antonio Canova (1757-1822), que dominou a cena europeia durante sua maturidade com suas estátuas de heróis e figuras mitológicas, como Perseu com a cabeça da Medusa e Eros revive Psique com um beijo. Seu estilo tem um refinamento incomum, reconhecido por seus contemporâneos como insuperável, e como a mais perfeita encarnação dos ideais de Winckelmann. Outro grande nome e concorrente de Canova foi Bertel Thorvaldsen, autor de um celebrado Jasão com o Velo de Ouro. Em muitos outros países o neoclassicismo inspirou grandes escultores, como Jean-Antoine Houdon, William Wetmore Story e Richard Westmacott

## Música
O período compreendido entre meados do século XVIII e meados do século XIX – que, em outras artes, é designado como neoclássico – é conhecido, na música, como período clássico ou classicismo. Grosso modo, a segunda metade do século XVIII é marcada pela simplificação das estruturas musicais barrocas. A música se torna mais simples, passando de um estilo contrapontístico para outro, homofônico. Mozart e Haydn são os compositores mais representativos do auge desse estilo por sintetizaram os trabalhos de seus antecessores, dando forma definida à sonata, à música de câmara, ao concerto e à sinfonia. Já Beethoven é considerado o responsável pela transição do estilo clássico para o romântico. 
Já o neoclassicismo na música se refere a um movimento um tanto difuso no século XX, notadamente entre 1920 e 1950, cuja principal figura foi Stravinski. Este, após um período identificado como primitivismo, ou "fase russa", passou a evocar a estética do século XVIII. Isso ocorreu principalmente a partir de seu balé Pulcinella (1920). Outros compositores do século XX podem ser reputados como neoclássicos  - em geral aqueles que não buscaram uma estética atonal ou o exacerbado uso de dissonâncias e ruídos, mas que continuaram a compor segundo os parâmetros tonais dos séculos anteriores, ainda que, de alguma forma, renovados. Nesse período, a música erudita revive o final do século XVIII e início do século XIX. O neoclassicismo é, pois, basicamente, uma reação às inovações do modernismo alemão da primeira parte do século XX. Para os compositores neoclássicos, a Humanidade é essencialmente "diatônica" e "tonal". Eles lançam  um olhar para o passado, para formas e concepções musicais históricas. Suas características composicionais mais notáveis são, além do retorno à tonalidade e às formas convencionais (suíte de dança, concerto grosso, a forma sonata, etc), a volta à ideia de música absoluta, o uso de texturas musicais leves e a concisão da expressão musical.  Uma obra representativa desse estilo é a Sinfonia n° 1 em ré maior, conhecida como Sinfonia Clássica, de Prokofiev, composta entre 1916 e 1917 e que lembra o estilo de Mozart e, principalmente, o de Haydn. 
O balé neoclássico é a concepção da dança que se desenvolve ao mesmo tempo em que a música neoclássica, com os Ballets russes de Sergei Diaghilev. Sua proposta era tornar mais despojado, em termos de cenografia e narrativas, o estilo imperial russo do século XIX, embora mantendo a estética da sapatilha de ponta e a avançada técnica. O que resta é a dança em si, sofisticada mas, elegantemente moderna.

## Arquitetura

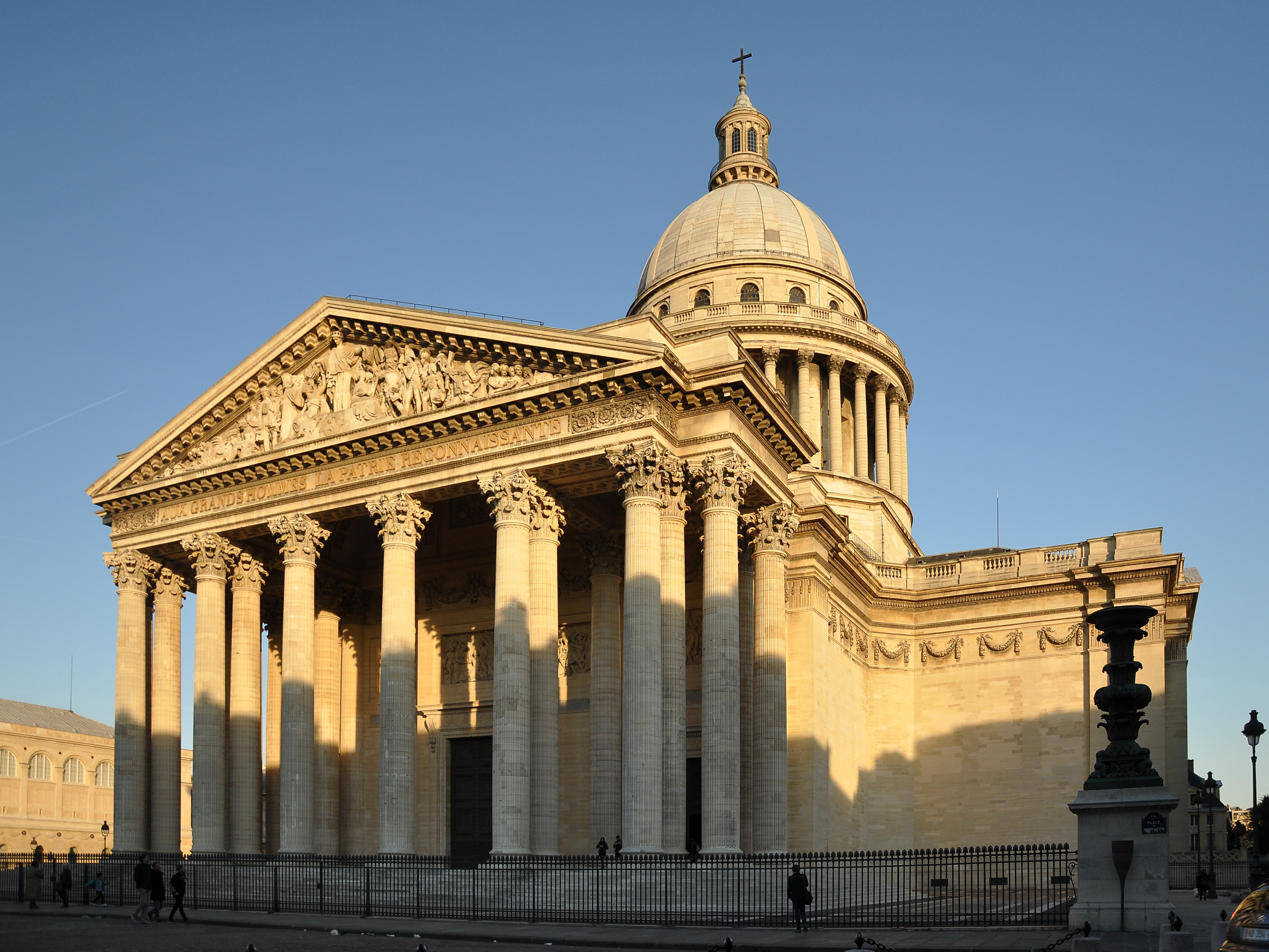
Panteão de Paris, com uma fachada inspirada no modelo do templo greco-romano

A arquitetura neoclássica foi produto da reacção ao barroco e ao rococó, levada a cabo pelos novos artistas-intelectuais do século XVIII. Os arquitectos eram formados no clima cultural do racionalismo iluminista, com entusiasmo crescente pela civilização clássica, que se tornara mais conhecida e estudada devido aos progressos da arqueologia e da história.
A Antiguidade Clássica, ao longo dos séculos, sempre fascinou os artistas e foi considerada um exemplo a imitar, uma comparação a ser utilizada em suas obras como arquitetos, pintores, escultores e decoradores. Pensemos, no século XV, no Renascimento, que deve seu nome justamente ao renascimento do antigo.
Três séculos depois, no século XVIII, as obras-primas da civilização clássica voltaram a ser o centro do interesse de artistas e do público, graças sobretudo aos templos, estátuas e cerâmicas que vieram à tona durante escavações arqueológicas em Roma, Tivoli, Herculano e Pompeia, as do  Palatino  por Bianchini (1720-1727), as da Villa Adriana (1724-1742), Paestum e na própria Grécia. As obras foram cuidadosamente estudadas pelos primeiros arqueólogos e copiadas por meio de desenho e gravura por grandes artistas como o arquiteto e gravador italiano Giovan Battista Piranesi, que, com suas vistas das ruínas e escavações de Roma ou dos templos de Paestum, tornou conhecida em toda a Europa a força técnica e artística da antiguidade romana.
A possibilidade de se comparar directamente com os originais e de ter em mãos os modelos do estilo clássico produz um novo gosto e uma nova linguagem artística. Perante a perfeição do antigo, o estilo até então em voga, o rococó, parecia antigo e frívolo. O rococó era o estilo preferido pelos aristocratas que passavam uma vida de ociosidade nos jardins das cortes, nos grandes salões adornados com pinturas que refletiam luxo e prazer. A nova classe burguesa, que no século XVIII substituiu a nobreza e as monarquias na Europa e na América, inspirada pelos princípios do Iluminismo, encontrou na arte clássica (mas também na filosofia e na história antiga) a chave para exprimir, com autoridade, conteúdos mais profundos e modernos.
Na arquitetura e nas artes visuais, o primeiro movimento em que se identifica uma aspiração neoclássica é o do estilo neoático na antiguidade, que foi identificado pelo arqueólogo e historiador de arte Friedrich Hauser em 1889 na sua publicação Die Neuattische reliefs (Escultura neo-ática). Hauser cunhou o termo "neo-ático" para identificar uma reacção contra as extravagâncias "barrocas" da arte helenística.
Nestes anos, o problema do planeamento urbano assumiu uma importância cada vez maior, em relação ao crescimento das cidades. Até a arquitetura dos edifícios de Nápoles refletia amplamente a influência exercida pelas descobertas arqueológicas. O exemplo mais conhecido a este respeito é a Basílica de São Francisco de Paula, considerada o mais importante exemplo italiano de uma igreja neoclássica.
Embora as pinturas gregas antigas se tenham perdido, a imaginação dos neoclássicos do século XVIII trouxe-as de volta à vida, tanto pelo exemplo da geração de Raffaello, inspirada pelos grotescos frescos da Domus Aurea de Nero, como pela redescoberta de Nicolas Poussin e das contemporâneas escavações de Pompeia. O neoclassicismo difundiu-se em França graças à geração de artistas que foi a Itália (em Nápoles, por exemplo, ocorreram as escavações de Pompeia, Herculano foi também muito apreciada) para estudar pessoalmente achados antigos, para além da publicação de escritos importantes como a História da Arte Antiga de Johann Joachim Winckelmann.
Uma segunda vaga neoclássica, mais severa e contida, está associada ao auge do império de Napoleão, que, em particular na França, se manifestou com o estilo Luís XVI, primeiro, e com o estilo Império, posteriormente.
Mesmo nas suas formas mais decorativas, o Neoclassicismo teve um significado político marcante: como já foi referido anteriormente, atingiu o seu auge durante a era napoleónica, especialmente durante o Império. As memórias romanas, o consulado, os símbolos gloriosos das águias imperiais nos labari das legiões, o título de Rei de Roma atribuído por Napoleão ao seu filho, os arcos triunfais erguidos em honra de Bonaparte, representavam aos olhos da burguesia francesa, agora senhora da Europa e lançada numa política imperialista imparável, o sinal de poder e glória alcançados após séculos de submissão. Todo o repertório mitológico clássico foi retomado por homens de letras e artistas; os primeiros deram vida a personagens e episódios da vida contemporânea numa chave interpretativa dos mitos, enquanto os segundos pintaram e esculpiram Napoleão sob a forma de Júpiter olímpico ou de um herói famoso e invicto da Grécia clássica.
Na França, as formas palladianas estavam vivas desde o século XVII, especialmente através das obras de François Blondel (1618-1686) e Perrault (1613-1688), dos quais vale a pena mencionar a elevação oriental do Louvre (1674). Na Inglaterra, a tradição palladiana foi diretamente continuada por Inigo Jones (1572-1651), o britânico Palladio, e depois por Christopher Wren (1632-1723), que, após o incêndio de Londres em 1666, construiu um número notável de obras, todas derivadas da associação das formas palladianas com as do século XVII; entre outras, destaca-se San Paolo. Na Itália, por um fenômeno curioso, Palladio tem seguidores fora do Vêneto apenas em Milão. Mencione-se ali Giuseppe Piermarini (1734-1808) com o Teatro della Scala, o Palazzo Reale e o Palazzo Belgioioso; Leopold Pollak (1750-1805) com a Villa Real e, muito mais tarde, mas fiel à mesma tendência, Giovanni Perego com o Palácio Rocca-Saporiti. Durante esse período, em Bordeaux, muitas obras urbanas monumentais foram realizadas no estilo da Place de la Concorde, em Paris; Louis-Nicolas Victor (1731-1800) construiu o teatro; Jacques-Germain Soufflot (1713-1780) construiu o Hôtel Dieu em Lyon, obra que lhe rendeu a tarefa de ser chamado a Paris para a construção do que deveria ter sido a igreja de Sainte-Geneviève (1757), que de fato se tornou o Panteão. Nessa ocasião, ele criou um conjunto monumental e um plano urbano de grande impacto, com a praça em frente à igreja e a Rue Soufflot que a ela conduz.
Seguiram-se Pierre Constant-d'Ivry (1698-1777), Jacques-Denis Antoine (1733-1801), Jacques Gondoin (1737-1818), A. Th. Brongniart (1739-1813), Jean-François Chalgrin (1739-1810), Pierre Rousseau e Jean David le Roi (1736-1803), JF Neufforge (nascido em 1714), Pierre-Joseph Mansart (nascido em 1764), que foram os teóricos deste período, dos quais a figura dominante foi, no entanto, sem dúvida, Chalgrin, que deu maior importância ao estudo de volumes e massas, em vez do estudo da decoração, e que talvez tenha sido mais afetado pelas tendências helenizantes em suas fábricas.
Vemos, portanto, como os arquitetos não buscavam originalmente uma fonte de inspiração em modelos clássicos, mas como a arquitetura, quase arrependida das frivolidades às quais se entregara no final do século XVII e nas primeiras décadas do XVIII, retomou sua evolução lenta e natural, na qual se pode dizer que um substrato de classicismo é permanente. No período seguinte, o estudo mediado de modelos clássicos passou a ser quase universalmente abandonado. Uma nova ciência surgiu: a arqueologia, que rapidamente adquiriu enorme importância. Na Inglaterra, Jacques Spon (1647-1685) já havia dado o tom ao definir a posição original da acrópole de Atenas; estes foram seguidos na França por Jean Mabillon (1632-1717), Bernard Montfaucon (1655-1741) e o jesuíta Marc-Antoine Laugière (1713-1769). A escola inglesa recuperou assim uma nova importância graças ao trabalho de James Stuart (1713-1788), Nicola Revett (1721-1804), mas sobretudo de James Adam (1728-1792) e do seu irmão Robert.
Na Itália, o movimento cultural teve origem com Carlo Lodoli (1690-1761), que tentou trazer a arquitetura de volta ao racionalismo mais rigoroso. A este  segue-se, Francesco Milizia, que, num grande número de escritos, alguns dos quais veementemente polêmicos, se tornou o defensor do classicismo mais absoluto.
Na Alemanha, Johann Joachim Winckelmann (1717-1768) e Raphael Mengs (1728-1774) dominaram. Em 1755, o arqueólogo e teórico alemão Johann Johachim Winckelmann colocou por escrito os princípios do neoclassicismo: os artistas contemporâneos deveriam trabalhar nesse estilo e buscar, por meio da imitação inteligente, alcançar a perfeição da beleza antiga. Em Roma, Winckelmann organizou e foi curador da coleção de antiguidades do Cardeal Albani, abrigada em uma vila neoclássica. Embora Winckelmann nunca tenha visitado a Grécia, foi responsável pela primeira história da arte grega, que deu um poderoso impulso à arqueologia e à estética modernas. Em Berlim, o arquiteto Karl Friedrich Schinkel colocou esses princípios em prática construindo edifícios inspirados na força e na simplicidade do estilo dórico.
Algumas características desse movimento artístico na arquitectura são
- Materiais nobres (pedra, mármore, granito, madeiras);
- Processos técnicos avançados;
- Sistemas construtivos simples;
- Esquemas mais complexos, a par das linhas ortogonais;
- Formas regulares, geométricas e simétricas;
- Volumes corpóreos, maciços, bem definidos por planos murais lisos;
- Uso de abóbada de berço ou de aresta;
- Uso de cúpulas, com frequência marcadas pela monumentalidade;
- Espaços interiores organizados segundo critérios geométricos e formais de grande racionalidade;
- Pórticos colunados;
- Entablamentos direitos;
- Frontões triangulares;
- Decoração caracterizada por elementos estruturais com formas clássicas, pintura rural e relevo em estuque;
- Valorização da intimidade e do conforto nas mansões familiares;
- Decoração de carácter estrutural.

## Teatro
No teatro neoclássico a racionalidade predomina, revalorizam-se o texto e a linguagem poética. A tragédia mantém o padrão solene da Antiguidade. Entre os principais autores está Voltaire. A comédia revitaliza-se com o francês Pierre Marivaux (1688-1763), autor de O Jogo do Amor e do Acaso. Os italianos Carlo Goldoni (1707-1793), de A Viúva Astuciosa, e Carlo Gozzi (1720-1806), de O Amor de Três Laranjas, estão entre os principais dramaturgos do gênero. Outro importante autor de comédias é o francês Caron de Beaumarchais (1732-1799), de O Barbeiro de Sevilha e de As Bodas de Fígaro, retratos da decadência do Antigo Regime e uma inspiração para as óperas de Mozart (1756-1791) e Rossini (1792-1868). 
Numa linha que prenuncia o romantismo, trabalha o dramaturgo e filósofo francês Denis Diderot (1713-1784), um dos organizadores da Enciclopédia. Entre suas peças se destaca O Filho Natural. O italiano Metastasio (1698-1782) aproxima o teatro da música, como no melodrama.

## Neoclassicismo no Brasil

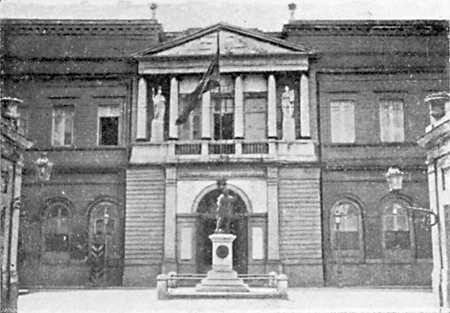
Fachada do edifício da Academia Imperial de Belas Artes, projeto de Grandjean de Montigny.

Em 1816, desembarca no Brasil a Missão Artística Francesa, contratada para fundar e dirigir no Rio de Janeiro uma Escola Real de Artes e Ofícios. Nela está, entre outros, o pintor Jean-Baptiste Debret, que retrata com charme e humor costumes e personagens da época. Em 1826 é fundada a Academia Imperial de Belas Artes, que adota o gosto neoclássico europeu e atrai outros pintores estrangeiros de porte, como Auguste Marie Taunay e Johann Moritz Rugendas. Pintores brasileiros desse período são Manuel de Araújo Porto-Alegre e Rafael Mendes de Carvalho, entre outros.
A tendência torna-se visível também na arquitetura. Seu expoente é Grandjean de Montigny, que chega com a Missão Francesa. Suas obras, como a sede da reitoria da Pontifícia Universidade Católica no Rio de Janeiro, adaptam a estética neoclássica ao clima tropical. Mesmo que sua fundamentação fosse de uma sociedade agrário-escravocrata e com um comércio relativamente atrasado, tendo um governo monárquico. 
Na pintura a influência neoclássica está submetida ao romantismo. A composição e o desenho seguem os padrões de sobriedade e equilíbrio, mas o colorido reflete a dramaticidade romântica. Um exemplo é Flagelação de Cristo, de Vítor Meirelles. 
Na literatura, a principal expressão é o arcadismo, caracterizado por um estilo mais simples e objetivo e pela temática voltada para a natureza. Os seus principais poetas encontravam-se em Vila Rica, atual Ouro Preto, importante centro cultural do Brasil na época. A vida no campo é também abordada, mas os pastores europeus são substituídos pelos vaqueiros brasileiros. Cláudio Manuel da Costa, Tomás Antônio Gonzaga e Silva Alvarenga são os principais poetas do movimento no Brasil.